# 클리포드 원환면

간단한 회전을 수행하는 클리포드 원환면의 입체 사영

위상학적으로 직사각형은 반대쪽 가장자리가 함께 꿰매어진 원환면의 기본 다각형이다.

기하학적 위상수학에서 클리포드 원환면(영어: Clifford torus)은 두 원 {\displaystyle S_{a}^{1}}와 {\displaystyle S_{b}^{1}}을 데카르트 곱한 {\displaystyle S_{a}^{1}\times S_{b}^{1}}의 가장 단순하고 가장 대칭적인 평평한(원통의 표면이 "평평하다"는 것과 같은 의미) 매장이다. 영국 수학자 윌리엄 킹던 클리포드의 이름을 따서 명명되었다. 이것은 {\displaystyle \mathbb {R} ^{3}}이 아니라 {\displaystyle \mathbb {R} ^{4}}에 매장된다. {\displaystyle S_{a}^{1}}와 {\displaystyle S_{b}^{1}} 각각이 자신의 독립적인 매장 공간 {\displaystyle \mathbb {R} _{a}^{2}}와 {\displaystyle \mathbb {R} _{b}^{2}}에 존재하면, 곱공간은 {\displaystyle \mathbb {R} ^{3}}이 아닌 {\displaystyle \mathbb {R} ^{4}}이다. 대조적으로, 두 원의 데카르트 곱이 {\displaystyle \mathbb {R} ^{3}}에 매장된 원환면이라는 역사적으로 대중적인 명제에는 두 번째 원에 대해 회전 연산자의 아주 비대칭적인 적용이 필요하다.
달리 말하면, {\displaystyle \mathbb {R} ^{3}}에 매장된 원환면은 {\displaystyle \mathbb {R} ^{4}}에 매장된 최대 대칭인 클리포드 원환면의 비대칭  차원 축소 사영이다. 이 관계는 정육면체의 모서리를 종이 위에 사영하는 것과 유사하다. 이러한 사영은 정육면체 가장자리의 연결을 정확하게 반영하는 저차원 상(像)을 생성하지만, 정육면체의 완전히 대칭적이고 상호 교환 가능한 3개의 축들 중 하나를 임의로 골라 제거해야 한다.
{\displaystyle S_{a}^{1}}와 {\displaystyle S_{b}^{1}}각각의 반지름이 {\displaystyle \textstyle {\sqrt {1/2}}}이라면, 그들의 클리포드 원환면 곱은 {\displaystyle \mathbb {R} ^{4}}의 3차원 부분 다양체인 단위 3차원 구면 {\displaystyle S^{3}} 안에 완벽하게 맞을 것이다. {\displaystyle \mathbb {C} ^{2}}는 {\displaystyle \mathbb {R} ^{4}}와 위상동형이기 때문에, 편의상 클리포드 원환면은 복소 좌표 공간 {\displaystyle \mathbb {C} ^{2}} 내부에 있는 것으로 볼 수 있다.
클리포드 원환면은 정사각형 원환면의 예이다. 그 이유는, 반대쪽 면이 식별된 정사각형과 등장동형이기 때문이다. 이는 유클리드 2-원환면("2"는 위상수학적 차원)으로 더 잘 알려져 있다. 그것에 그려진 그림은 유클리드 기하학을 따른다. 일반적인 "도넛" 모양 원환면은 외부 테두리에서 양으로 구부러지고 내부에서 음으로 구부러지는 반면, 마치 평평한 것처럼 보인다. 3차원 유클리드 공간에서 원환면의 표준 매장과는 다른 기하학을 갖지만 정사각형 원환면은 내쉬 매장 정리에 의해 3차원 공간에 매장될 수도 있다. 하나의 가능한 임베딩은 표면을 따라 두 개의 수직 방향으로 실행되는 잔물결의 프랙탈 집합에 의해 표준 원환면을 수정한다.

## 정의
{\displaystyle \mathbb {R} ^{2}}의 단위원 {\displaystyle S^{1}}은 각도 좌표로 매개변수화할 수 있다.
{\displaystyle S^{1}=\{(\cos \theta ,\sin \theta )\mid 0\leq \theta <2\pi \}.}
{\displaystyle \mathbb {R} ^{2}}의 다른 복사본에서 {\displaystyle S^{1}}의 또 다른 복사본을 가져온다.
{\displaystyle S^{1}=\{(\cos \varphi ,\sin \varphi )\mid 0\leq \varphi <2\pi \}.}
그러면 클리포드 원환면은
{\displaystyle {\frac {1}{\sqrt {2}}}S^{1}\times {\frac {1}{\sqrt {2}}}S^{1}=\left\{{\frac {1}{\sqrt {2}}}(\cos \theta ,\sin \theta ,\cos \varphi ,\sin \varphi )\mid 0\leq \theta <2\pi ,0\leq \varphi <2\pi \right\}.}
{\displaystyle S^{1}}의 각 복사본은 {\displaystyle \mathbb {R} ^{2}}의 포함된 부분 다양체 이므로 클리포드 원환면은 {\displaystyle \mathbb {R} ^{2}\times \mathbb {R} ^{2}=\mathbb {R} ^{4}}에서 포함된 원환면이다.
{\displaystyle \mathbb {R} ^{4}}가 좌표 {\displaystyle (x_{1},y_{1},x_{2},y_{2})}로 주어지면 클리포드 원환면은 다음 방정식의 해집합으로 주어진다:
{\displaystyle x_{1}^{2}+y_{1}^{2}={\frac {1}{2}}=x_{2}^{2}+y_{2}^{2}.}
이는 {\displaystyle \mathbb {R} ^{4}}에서 클리포드 원환면이 3차원 단위 구면 {\displaystyle S^{3}}의 부분 다양체임을 보여준다.

### 복소수를 이용한 유도
클리포드 원환면을 {\displaystyle \mathbb {C} ^{2}}에 매장된 원환면으로 보는 것도 일반적이다. {\displaystyle \mathbb {C} }의 두 복사본에는 다음과 같은 단위원이 있다(여전히 각도 좌표로 매개변수화됨).
{\displaystyle S^{1}=\left\{e^{i\theta }\mid 0\leq \theta <2\pi \right\}}
그리고
{\displaystyle S^{1}=\left\{e^{i\varphi }\mid 0\leq \varphi <2\pi \right\}.}
이제 클리포드 원환면은 다음과 같이 나타난다.
{\displaystyle {\frac {1}{\sqrt {2}}}S^{1}\times {\frac {1}{\sqrt {2}}}S^{1}=\left\{{\frac {1}{\sqrt {2}}}\left(e^{i\theta },e^{i\varphi }\right)\,|\,0\leq \theta <2\pi ,0\leq \varphi <2\pi \right\}.}
이전과 마찬가지로 이것은 {\displaystyle \mathbb {C} ^{2}}의 단위 구 {\displaystyle S^{3}}에 포함된 부분 다양체이다.
{\displaystyle \mathbb {C} ^{2}}가 좌표 {\displaystyle (z_{1},z_{2})}로 주어지면 클리포드 원환면은 다음과 같이 주어진다.
{\displaystyle \left|z_{1}\right|^{2}={\frac {1}{2}}=\left|z_{2}\right|^{2}.}
위에 정의된 클리포드 원환면에서 클리포드 원환면의 모든 지점에서 {\displaystyle \mathbb {C} ^{2}}의 원점까지의 거리는 다음과 같다.
{\displaystyle {\sqrt {{\frac {1}{2}}\left|e^{i\theta }\right|^{2}+{\frac {1}{2}}\left|e^{i\varphi }\right|^{2}}}=1.}
{\displaystyle \mathbb {C} ^{2}}의 원점에서 거리 1만큼 떨어진 모든 점의 집합은 {\displaystyle S^{3}}이고 따라서 클리포드 원환면은 {\displaystyle S^{3}}의 안에 있다. 사실, 클리포드 원환면은 이 {\displaystyle S^{3}}를 합동인 두 개의 솔리드 원환면들로 나눈다(히가드 분할).
직교군 {\displaystyle O(4)}는 직교 변환에 의해 {\displaystyle \mathbb {R} ^{4}}에 작용하기 때문에 위에서 정의한 "표준" 클리포드 원환면을 강체 회전을 통해 다른 동등한 원환면으로 이동할 수 있다. 이것들은 모두 "클리포드 토리"라고 불린다. 6차원 군 {\displaystyle O(4)}는 {\displaystyle S^{3}} 안에 있는 이러한 모든 클리포드 토리의 공간에서 추이적으로 작용한다. 그러나 이 작용에는 원환면의 자오선 및 세로 방향으로의 회전이 원환면을 보존하므로(다른 원환면으로 이동하는 것과는 반대로) 2차원 안정화 부분군 (군 작용 참조)이 있다. 따라서 실제로 클리포드 토리의 4차원 공간이 존재한다. 사실, {\displaystyle S^{3}}의 클리포드 토리와 한 쌍의 극 대원(즉, 최대로 분리된 대원들)들 사이에는 일대일 대응이 있다. 클리포드 원환면이 주어지면 연관된 극 대원은 두 여집합 각각의 핵심 원이다. 반대로, 한 쌍의 극 대원이 주어지면 연관된 클리포드 원환면은 두 원에서 등거리에 있는 {\displaystyle S^{3}}의 점들의 궤적이다.

## 클리포드 토리의 보다 일반적인 정의
하나의 평면 {\displaystyle \mathbb {R} ^{2}}에서 반지름 {\displaystyle r}의 원과 다른 평면 {\displaystyle \mathbb {R} ^{2}}에서 반지름 {\displaystyle {\sqrt {1-r^{2}}}}인 원의 곱인 {\displaystyle S^{3}}의 평평한 토리는 때때로 "클리포드 토리"라고도 한다.
동일한 원들이 {\displaystyle 0\leq \theta \leq \pi /2} 범위의 일부 각도 {\displaystyle \theta }에 대해 {\displaystyle \cos \theta } 및 {\displaystyle \sin \theta }인 반지름을 갖는 것으로 생각할 수 있다(여기서 축퇴하는 예들  {\displaystyle \theta =0} 및 {\displaystyle \theta =\pi /2}).
이런 형태의 이러한 모든 토리의 {\displaystyle 0\leq \theta \leq \pi /2}에 대한 합집합
{\displaystyle T_{\theta }=S(\cos \theta )\times S(\sin \theta )}
(여기서 {\displaystyle S(r)}은 {\displaystyle \mathbb {R} ^{2}}에서 중심이 원점이고 반지름이 {\displaystyle r}로 정의되는 원을 나타낸다)는 {\displaystyle S^{3}}이다.(각각 {\displaystyle S^{3}}의 대원에 해당하고 한 쌍의 극 대원을 구성하는 두 개의 축퇴하는 예들 {\displaystyle \theta =0} 및 {\displaystyle \theta =\pi /2}를 포함해야 한다. )
이 원환면 {\displaystyle T_{\theta }}의 면적은
{\displaystyle \operatorname {area} (T_{\theta })=4\pi ^{2}\cos \theta \sin \theta =2\pi ^{2}\sin 2\theta ,}
임을 쉽게 확인 할 수 있다. 따라서 원환면 {\displaystyle T_{\pi /4}}만이 가능한 최대 면적이 {\displaystyle 2\pi ^{2}}이다. 이 원환면 {\displaystyle T_{\pi /4}}는 가장 일반적으로 "클리포드 원환면"라고 불리는 원환면 {\displaystyle T_{\theta }}이며 {\displaystyle T_{\theta }} 중 {\displaystyle S^{3}}에서 극소 곡면인 유일한 원환면이기도 하다.

## 더 높은 차원에서 클리포드 토리의 더 일반적인 정의
짝수 차원 유클리드 공간 {\displaystyle \mathbb {R} ^{2n}=\mathbb {C} ^{n}}에서 임의의 단위 구면 {\displaystyle S^{2n-1}}은 다음과 같이 복소 좌표로 표현될 수 있다.
{\displaystyle S^{2n-1}=\left\{(z_{1},\ldots ,z_{n})\in \mathbf {C} ^{n}:|z_{1}|^{2}+\cdots +|z_{n}|^{2}=1\right\}.}
그런 다음 {\displaystyle r_{1}^{2}+\cdots +r_{n}^{2}=1} 이 되는 음이 아닌 실수 {\displaystyle r_{1},\dots ,r_{n}}에 대해 다음과 같이 일반화된 클리포드 원환면을 정의할 수 있다.
{\displaystyle T_{r_{1},\ldots ,r_{n}}=\left\{(z_{1},\ldots ,z_{n})\in \mathbf {C} ^{n}:|z_{k}|=r_{k},~1\leqslant k\leqslant n\right\}.}
이러한 일반화 된 클리포드 토리는 모두 서로 분리되어 있다. 다시 한 번 이러한 토리 {\displaystyle T_{r_{1},\dots ,r_{n}}} 각각의 합집합이 단위 {\displaystyle (2n-1)}-구면 {\displaystyle S^{2n-1}}이라고 결론을 내릴 수 있다(여기서 반지름들 중 적어도 하나는 {\displaystyle r_{k}=0}인 축퇴하는 예들을 다시 포함해야 한다).

## 성질
- 클리포드 원환면은 "평평"하다. 표준 회전 원환면과 달리 늘어나지 않고 평면으로 평평해질 수 있다.
- 클리포드 원환면은 3차원 구면을 합동인 솔리드 원환면 2개로 나눈다. (입체 사영에서 클리포드 원환면은 표준 회전 원환면으로 나타난다. 3구를 균등하게 나눈다는 것은 사영된 원환면의 내부가 외부와 동등하다는 것을 의미하며 쉽게 시각화되지 않는다.

## 수학에서 등장하는 분야
심플렉틱 기하학에서 클리포드 원환면은 표준 심플렉틱 구조를 가진 {\displaystyle \mathbb {C} ^{2}}의 포함된 라그랑지안 부분 다양체의 예를 제공한다. (물론, {\displaystyle \mathbb {C} }에 포함된 원의 모든 곱은 {\displaystyle \mathbb {C} ^{2}}의 라그랑주 원환면을 제공하므로 이들은 클리포드 토리일 필요가 없습니다. )
로우슨 추측은 둥근 계량 이 있는 3구에 극소적으로 포함된 모든 원환면이 클리포드 원환면여야 한다고 말한다. 이 추측은 2012년 사이먼 브랜들에 의해 증명되었다.
등각 변환 하의 클리포드 토리 및 해당 상은 윌모어 함수의 전역 최소화이다.

## 같이 보기
- 호프 올뭉치
- 클리포드 평행 및 클리포드 표면
- 윌리엄 킹던 클리퍼드

## 참조
1. ↑  Borrelli, V.; Jabrane, S.; Lazarus, F.; Thibert, B. (April 2012), “Flat tori in three-dimensional space and convex integration”, 《Proceedings of the National Academy of Sciences》 109 (19): 7218–7223, doi:10.1073/pnas.1118478109, PMC 3358891, PMID 22523238.
2. 1 2  
Norbs, P (September 2005). “The 12th problem” (PDF). 《The Australian Mathematical Society Gazette》 32 (4): 244–246.